# Phalaenopsis chibae
Phalaenopsis chibae är en orkidéart som beskrevs av Tomohisa Yukawa. Phalaenopsis chibae ingår i släktet Phalaenopsis och familjen orkidéer. Inga underarter finns listade i Catalogue of Life.

## Bildgalleri

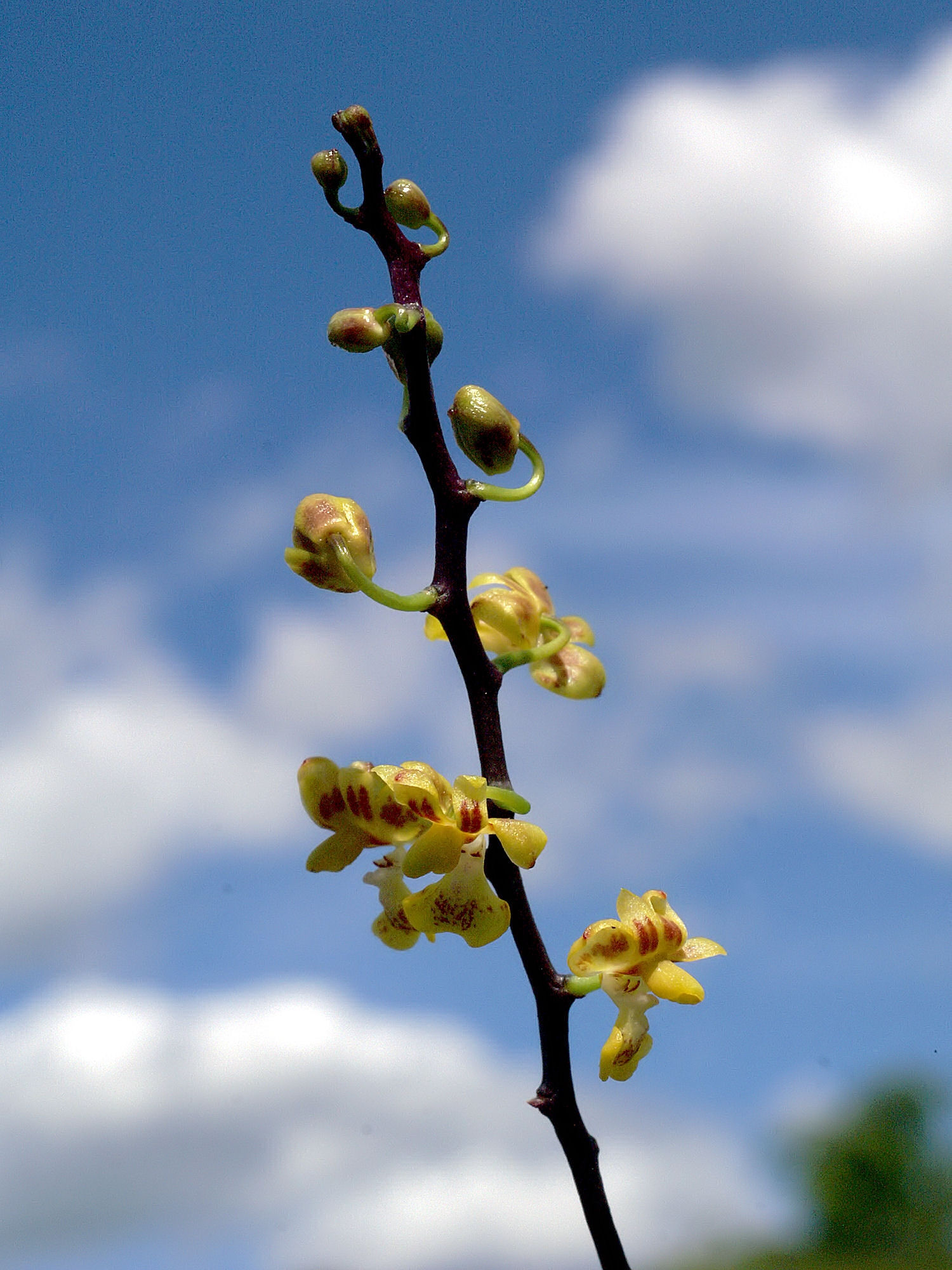
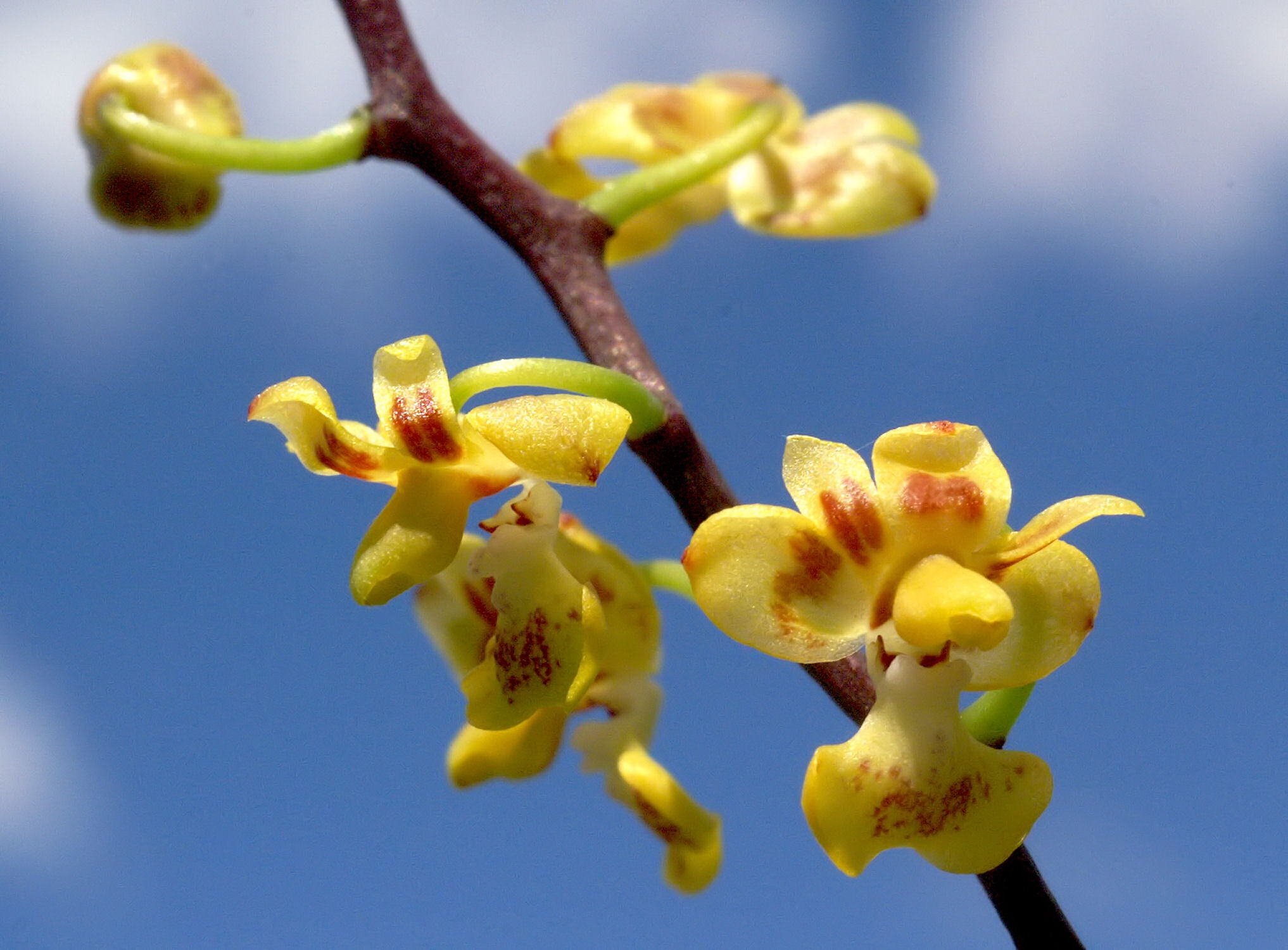
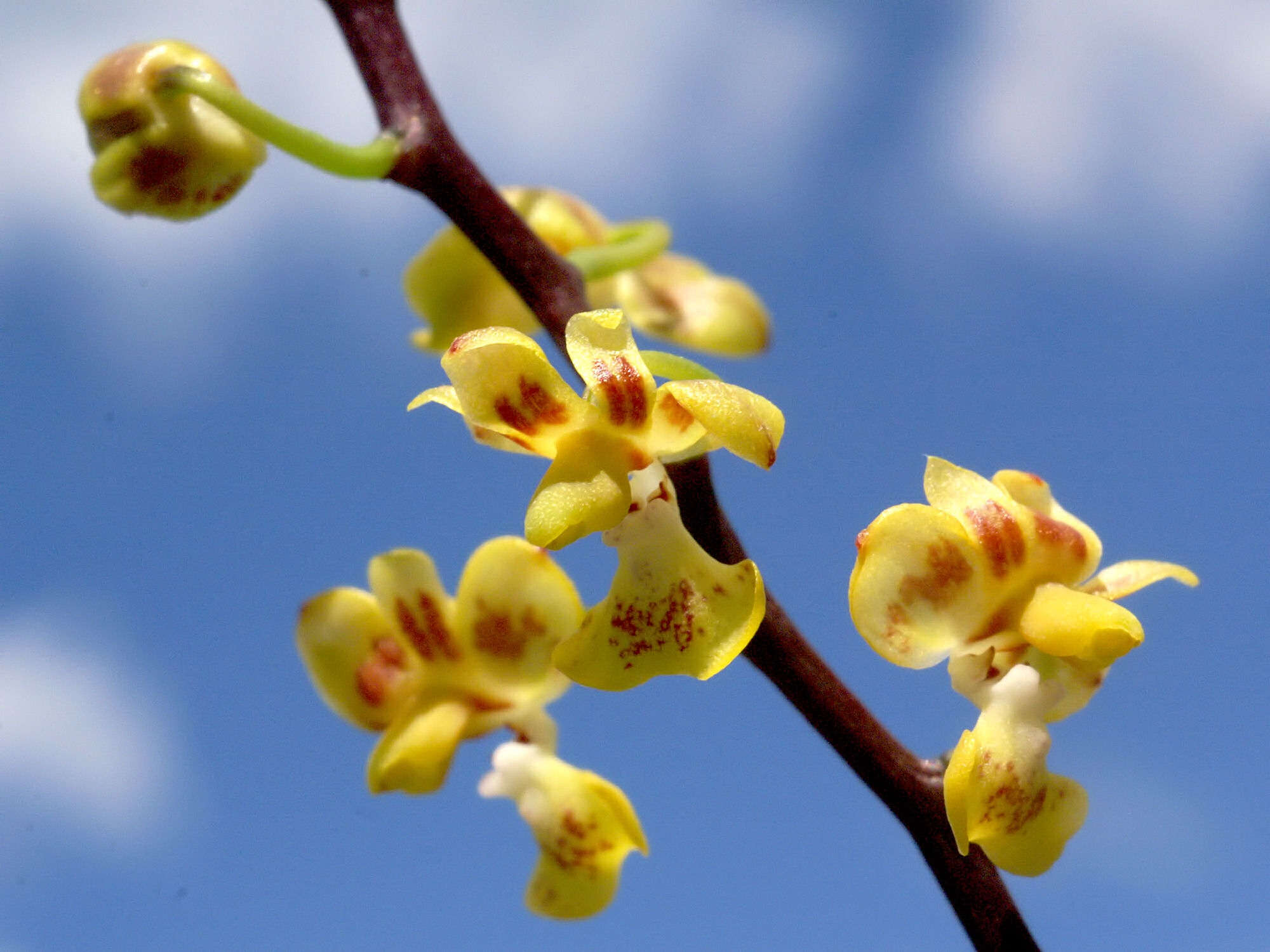
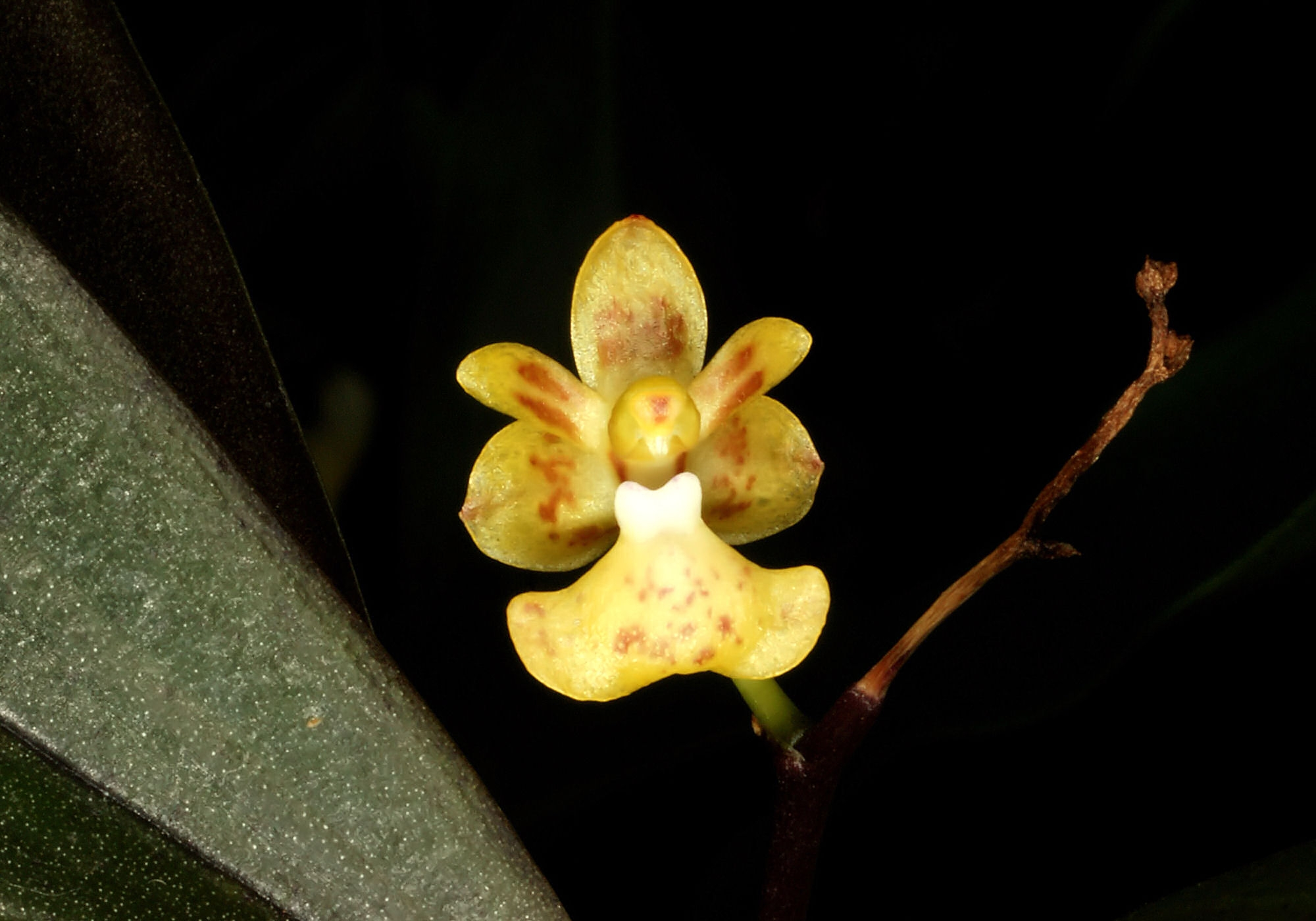
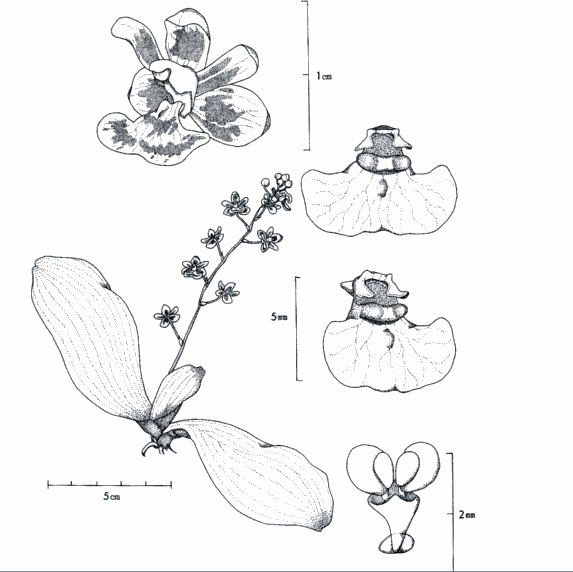
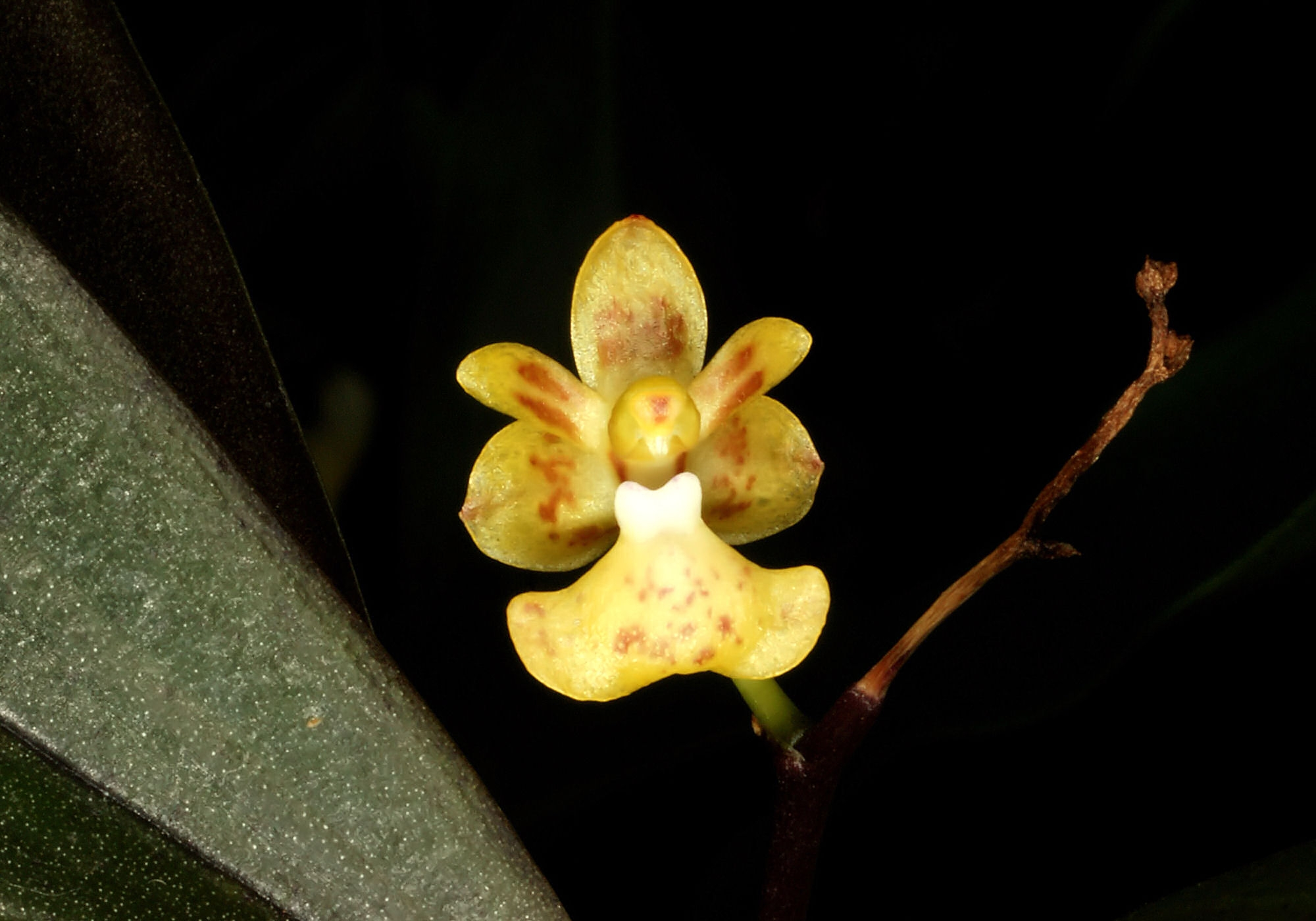